# Cardinal grande
En teoría de conjuntos, un cardinal grande es un número cardinal con alguna propiedad especial que implica que su tamaño es «grande» en algún sentido. En general, la existencia de un cardinal grande implica la consistencia con ZFC, por lo que dicha existencia no puede probarse.
El salto entre los cardinales infinitos «pequeños» y los cardinales grandes es similar al salto entre los números naturales y los cardinales infinitos. El primer cardinal infinito ℵ0 no puede alcanzarse mediante el principio básico de generación de los números naturales: el paso de un número al siguiente. Los cardinales grandes incluyen entre otros a los cardinales inaccesibles, los cardinales de Mahlo y los cardinales débilmente compactos.